# Unidades taxonômicas (geomorfologia)
Unidades taxonômicas têmporo-espaciais são unidades de compartimentação do relevo a partir da perspectiva tridimensional, envolvendo tamanho, gênese e idade da porção superficial terrestre, propostas por Jurandyr Ross. Essa classificação busca compreender o conjunto, de modo que, ao analisar associadamente suas partes, torna-se possível entender o relevo em sua totalidade. 

## Classificação das unidades taxonômicas
A compartimentação topográfica baseia-se em seis principais unidades taxonômicas, classificadas a partir da extensão superficial, de modo que uma unidade taxonômica possa comportar outras unidades taxonômicas de menor extensão superficial. Por exemplo, o 1º táxon, maior unidade taxonômica, pode conter uma ou mais unidades taxonônicas, como duas unidades do 2º táxon.

### 1º táxon
O 1º táxon, de maior extensão superficial, corresponde às Unidades Morfoestruturais, que são grandes unidades de relevo formadas principalmente
pelos fatores endógenos ligados à dinâmica interna da Terra. A partir das Unidades Morfoestruturais, é possível classificar três principais domínios morfoestruturais: crátons, bacias sedimentares e dobramentos modernos.

### 2º táxon
O 2º táxon corresponde às unidades morfoesculturais, que estão contidas em unidades morfoestruturais. Elas estão, diferentemente do 1º táxon, ligadas a fatores climáticos passados ou atuais de esculturação do relevo, não somente questões geológicas de estruturação da superfície. Dividem-se principalmente em planalto, planície e depressão, a partir de características principalmente altimétricas.

### 3º táxon
O 3º táxon corresponde às unidades morfológicas ou padrões de formas semelhantes, estando contido no 2º táxon. Trata-se de compartimentos morfológicos específicos localizados numa mesma unidade morfoestrutural, diferenciando-se a partir de processos morfoclimáticos singulares, sem desconsiderar eventos tectônicos e características litoestratigráficas, classificados em decorrência de formas semelhantes. São classificados a partir de diferenças altimétricas e fisionômicas, como a elevação média do terreno, o grau de arredondamento dos cumes, amplitude altimétrica entre topo e base e declividade, surgindo classificações como padrões  de morro, colinas, morrotes e serras.

### 4º táxon
O 4º táxon, denominado tipos de formas de relevos, corresponde à individualização das formas de relevo semelhantes contidas no 3º táxon (conjunto de formas semelhantes), individualizando, por exemplo, um morro contido num padrão de morros.

### 5º táxon
O 5º táxon corresponde aos tipos de vertentes contidas nas formas individualizadas de relevo. Normalmente dividem-se em vertentes retilíneas, côncavas, convexas ou planas.

### 6º táxon
O 6º táxon corresponde às formas de processos atuais, originadas a partir da interferência antrópica direta e indireta nas vertentes. Voçorocas, que atingem o lençol freático, ravinas, originadas pela erosão pluvial e que não atingem o lençol freáticos, assoreamentos e corridas de lama são exemplos das formas de relevo deste táxon.